# Bad as the Boys
Bad as the Boys è un singolo della cantante svedese Tove Lo, pubblicato il 2 agosto 2019 come secondo estratto dal quarto album in studio Sunshine Kitty.

## Descrizione
Terza traccia dell'album, il brano è stato descritto dalla critica specializzata come pop e vede la partecipazione della cantante finlandese Alma.

## Tracce
Testi e musiche di Tove Lo, Ludvig Söderberg e Jakob Jerlström.
1. Bad as the Boys (feat. Alma) – 3:06

## Formazione
Musicisti
- Tove Lo – voce
- Alma – voce aggiuntiva
- The Struts – programmazione della batteria, arco, tastiera
- Rickard Göransson – chitarra acustica, basso
- Mattias Larsson – basso

Produzione
- The Struts – produzione
- Kalle Keskikuru – registrazione voce Alma
- John Hanes – ingegneria del suono
- Chris Gehringer – mastering
- Șerban Ghenea – missaggio